# José Antonio Zorrilla Martínez
José Antonio Zorrilla Martínez (Monís) (22 de agosto de 1915 - 26 de noviembre de 1982) fue un poeta y compositor mexicano, nacido en Mérida, Yucatán y fallecido en la Ciudad de México. Fue socio fundador de la Sociedad de Autores y Compositores de México.

## Datos biográficos
Hijo de José Antonio Zorrilla Bolio y Eustolia Martínez Hernández, matrimonio de hacendados henequeneros que orientaron a su hijo a la carrera musical que siguió.
De pequeño recibió el sobrenombre de Monís que llevó durante toda su vida artística, por su costumbre de pedirle a su padre dinero usando el término inglés de money. Desde la edad de 15 años, escribió poesía. A esa edad compuso su primera canción, en coautoría con sus amigos, Armando Cáceres y Ricardo Pinelo Río. Su abuelo paterno, Ovidio Zorrilla Trujillo, fue un inspirado poeta yucateco
Se trasladó a la Ciudad de México en 1935 buscando a su paisano Ricardo López Méndez El Vate, quien lo recomendó para un trabajo en la estación radiofónica XEW como escritor y productor de programas.
En 1943 ingresó a la estación XEX, como escritor y productor de programas. En ese año, obtuvo su certificado de locutor. Fue socio fundador de la Sociedad de Autores y Compositores de México. 
Sus restos mortales descansan en el Monumento a los Creadores de la Canción Yucateca en su ciudad natal.

## Obra
Es autor de las letras de las más de 200 canciones entre las que destacan: Bonita, con música de Luis Alcaraz; Viajar, con Gonzalo Curiel; Un problema, con Wello Rivas; Más que amor, con Miguel Pous; Déjate amar, con Antonio Núñez Manzanero; Déjate de cuentos, con Federico Baena; Usted, con Gabriel Ruiz Galindo; Castigo, con Mario Álvarez, y Destino, con Alberto Domínguez.